# Duke Nukem Forever
A Duke Nukem Forever egy 2011-ben megjelent első személyű akciójáték (FPS), mely Microsoft Windows, Mac OSX, PlayStation 3 és Xbox 360 alá jelent meg. Közvetlen folytatása az 1996-ban megjelent Duke Nukem 3D-nek. A fejlesztést a 3D Realms, majd utódjuk, a Tryptich Games kezdte el, és a Gearbox Software fejezte be.
A játék főhőse Duke Nukem, akinek vissza kell térnie kényelmes nyugdíjas éveiből, hogy még egyszer megmentse az idegen lényektől a Földet – és persze a nőket is. Eredetileg forradalmi jelentőségű játékként kezdték el fejleszteni, az évek során azonban iskolapéldájává vált a vaporware-nek – folyamatos halogatások után végül tizenöt év fejlesztés után jelent meg. Fogadtatása vegyes volt, a kritikák szerint a grafika gyenge, a humora ósdi, a játékmechanika sok szempontból elavult, és optimalizálatlansága miatt nem fut tökéletesen. Egy DLC jelent meg hozzá, a „The Doctor Who Cloned Me”, ami egy önálló sztorit mesél el.

## Játékmenet
A játék egy akcióorientált első személyű lövöldözős program. A játékos Duke Nukemet irányítja, a helyszín a Föld, illetve bizonyos pályák a világűrben játszódnak. A tereptárgyakkal való interakció, a hagyományokhoz híven, széles körű: akár saját portrénkat is megrajzolhatjuk egy tábla előtt. A játékmenet az 1990-es évek elejének-közepének tipikus vonásaival rendelkezik: a pályák egymás után, szintekként következnek, és jellemzően egy főellenséget kell legyűrni a végükön, mielőtt továbbhaladhatnánk.
Az előző résszel ellentétben Duke egyszerre csak két fegyvert hordhat magánál, amibe nem számítanak bele a csőbombák és egyéb ketyerék. A PC-verzióban az egyjátékos módban ez négyre módosul, ezen kívül vannak az apró kis kiegészítők: a sör, a szteroidok, és a Holoduke. A sörtől Duke kevésbé sebződik egy rövid időre, de a kép elhomályosul; a szteroidoktól átmenetileg erősebb lesz, a Holoduke pedig láthatatlanná teszi hősünket és helyette egy hologram harcol. A klasszikus jetpack is visszatért az előző részből, de csak a többjátékos módban.
A Duke Nukem 3D-ben a főhősünk sérüléseit különféle módon kellett gyógyítanunk, különben véget ért a játék. Ezt lecserélték egy "egóméterre", mely fedezékbe húzódva újratöltődik. Ha a játékos túl sok sérülést szenved el, akkor Duke meghal, és a játék az előző mentési ponttól indul újra. Az egóméter hossza növelhető különféle interakciókkal (pl. Duke a tükörbe néz).

## Cselekmény
Tizenkét évvel azután, hogy Duke Nukem megmentette a világot, ő már egy igazi híresség, a nők bálványa, minden férfi példaképe. Épp egy videójátékkal játszik (mely a Duke Nukem 3D utolsó pályájának feldolgozott verziója), majd egy talkshow-ba indul. Miközben oda tart, különféle híreket hall arról, hogy az idegenek visszatértek. A fő különbség, hogy ezúttal teljesen békésnek tűnnek, és látszólag semmiféle veszélyt nem jelentenek az emberiségre.
Duke műsorát elhalasztják, mert minden csatorna az idegeneket közvetíti, így hát hősünk hazaindul. Ott az elnök és Graves tábornok, a Földet védő Egyesült Véderő (EDF) generálisa veszik fel vele videotelefonon a kapcsolatot. Az elnök megtiltja, hogy Duke beavatkozzon a dolgokba, mert tárgyalásokat óhajt az idegenek vezetőjével. Duke beleegyezik, bár ő és Graves tábornok nagyon nyugtalanok. Nem sokkal később megtámadják hősünket az idegenek, akik bosszút akarnak rajta állni.
Így hát kénytelen megszegni az elnöknek tett ígéretét, és keresztülgázolni az idegeneken, először a saját kaszinóján át. Ekkor veszi először észre, hogy azok elrabolják a földi nőket, köztük két kedvenc barátnőjét. Graves tábornok szerint az egész egy ellene irányzott vendetta, a nőket a Duke Dome-ban gyűjtik össze, és a Hoover gátat is szeretnék elfoglalni, hogy az ott termelt energia segítségével még több idegen lényt hozzanak a Földre. A Duke Dome-ba betörve egy rakás Octabrain-nel küzd meg, majd felfedezi, hogy a nőket azért rabolják el, hogy megtermékenyítsék őket, hogy még több kis idegen keltetője legyenek. Miután Duke két barátnője is meghal, hősünk dühében kivégzi az idegen királynőt, majd a csata után elveszti az eszméletét.
Amikor visszanyeri, a Duke Burger éttermen keresztül kell átküzdenie magát, majd verdaszörnyével átvágva a sivatagon a Hoover gáthoz indul. A gátnál halálos sérülést szenvedett régi barátját, Dylant találja meg, aki közli vele, hogy a cikloid császár valahogy feltámadt, és a gátnál van. Annak érdekében, hogy véget vessen a dolgoknak, el kell pusztítania az egész gátat. Mielőtt meghalna, átadja a szükséges robbanóanyagokat Duke-nak, aki nagy nehézségek árán a levegőbe repíti az építményt. Majdnem megfullad, de az EDF egyik katonája megmenti az életét.
A portál, melyen át az idegenek érkeznek, ugyan eltűnt, de a helyszínre érkezik az elnök, aki őrjöng, amiért Duke közbeavatkozott. Mint kiderül, ő volt a felelős azért, hogy Duke-ra támadtak az idegenek, mert jóindulata jegyéül őt ajánlotta fel a cikloid császárnak, hogy aztán ő lehessen a segítségükkel a Föld ura. De most, hogy minden meghiúsult, bosszúból atomcsapást rendelt a gát közelébe, hadd pusztuljon minden és mindenki. A cikloid császár felbukkan és megöli az elnököt, hiszen mint kiderül, ő sosem akart békés megoldást. Duke megöli a császárt, majd Graves tábornok segítségével elhagyja a helyszínt. Ekkor becsapódnak a rakéták.
A játék úgy ér véget, mintha Duke ütközetben eltűnt volna, ám maga hősünk közli, hogy ez nagyon hülye befejezés lenne, és még visszatér. A stáblista utáni jelenetből kiderül, hogy Duke indul az Egyesült Államok 69. elnöke címért.

### The Doctor Who Cloned Me
A külön megvásárolható egyjátékos DLC ott folytatódik, ahol a játék abbamaradt: Duke túlélte a nukleáris csapást, de fogságba esett egy számára ismeretlen laboratóriumban. Kiszabadul,és rájön, hogy régi ellensége, az első két epizódból ismert Dr. Proton visszatért, hogy Duke-klónokból saját hadsereget építve maga győzze le az idegeneket és uralja a világot. Klónnak álcázza magát és beszökik a doktor 51-es körzetben található bázisára. Proton rájön, hogy ott van, de sikeresen kicselezi őt, és Dylannel is találkozik, aki csodával határos módon mégis túlélte az eddigi eseményeket. A segítségével megtalálja és megöli Dr. Protont. Ekkor Graves tábornok hívja fel őt, hogy az idegenek egy új királynőt keltetnek a Holdon. Teleporttal odautazik, és egy holdjáró segítségével végez az idegenekkel, megmenti a Földet, és persze a nőit.

## Fejlesztése
A Duke Nukem Forever fejlesztése hírhedtté vált pusztán azáltal, hogy a folyamatos halogatások és ígérgetések miatt eleinte felfokozott várakozás övezte, később pedig már nevetség tárgya lett az állandó késlekedés.
George Broussard, a 3D Realms vezető fejlesztője jelentette be még 1997 áprilisában, hogy megkezdik a játék fejlesztését, köszönhetően a Duke Nukem 3D elképesztő sikerének. Az nyilvánvaló volt, hogy az előd által használt Build grafikus motor annyira elavult lett, hogy azt már nem használhatták. Az id Software ekkortájt jelentette meg a Quake II című játékát, aminek forradalmi grafikája megtetszett a fejlesztőknek. Broussard licencelte a motort, annak ellenére, hogy elég drága volt, mert úgy vélte, a vele együtt járó fejlesztői környezettel időt és energiát spórolhatnak. Mivel Broussard és fejlesztőtársa, Scott Miller a korábbi játékokból befolyt bevételből megengedhették maguknak, ezért önállóan kezdtek neki a fejlesztésnek, a marketinget és a kiadás jogát pedig átadták a GT Interactive-nak. Az első képek 1997 augusztusában kerültek nyilvánosságra, annak ellenére, hogy a grafikus motort csak novemberben kapták meg. Ezek a képek egyszerűen egy képszerkesztő programmal készültek, demonstrációs céllal. Először az 1998-as E3-on mutatták be a játék kezdetleges első verzióját, amely lenyűgözte a közönséget, Broussard viszont nem volt elégedett.
1998-ban megjelent az Unreal, mely grafikus motorja sokkal szebb volt, mint a Quake II-é, és ami még fontosabb: jobban kezelte a nagy nyílt területeket. A 3D Realms-nek nagy fejtörést okozott a nevadai sivatag ábrázolása, ezért kapóra jött nekik a lehetőség. 1998 júniusában elhatározták, hogy átállnak az új motorra, még úgy is, hogy az elmúlt közel másfél év munkáját teljes egészében elölről kellett kezdeni, beleértve a Quake motoron addigra végzett módosítások eldobását is. Broussard szerint ez maximum egy-másfél hónapos plusz munka lett volna, és állítása szerint semmi olyan tartalom nem veszett el, amit az E3-videóban látni lehetett.
1999 decemberére nyilvánvalóvá vált, hogy a fejlesztés jobban elhúzódik, mint azt várni lehetett. Számos elképzelés még mindig csak terv szintjén létezett. Broussard a kritikákat azzal hárította el, hogy a játékosoknak fogalmuk sincs arról, mennyire nehéz a modern kori komplex játékok fejlesztése. A legfőbb problémát az okozta, hogy újabb és újabb ötletek kerültek be a játékba, amelyeket Broussard más játékokban látott. Ekkortájt döntött úgy, hogy át kell állni az Unreal engine újabb változatára, hogy a többjátékos mód is a játék része lehessen. A fejlesztőcsapat tagjai szerint ekkoriban még konkrét elképzelés is alig volt arról, hogy milyennek kellene lennie a végleges programnak. Ráadásul a GT Interactive-ot pénzügyi nehézségek miatt felvásárolta az Infogrames, a Duke Nukem Forever kiadási jogait pedig a Gathering of Developers kapta meg.
Hogy megnyugtassák a rajongókat, a 2001-es E3-ra kikerült egy hosszú videó, mely a játékot működés közben ábrázolta. A grafika és az akkoriban forradalmi interaktivitás rendkívüli módon felcsigázta a közönséget. A játék jobban nézett ki és pár évvel előrébb is járt technikailag, mint az itt bemutatott játékok többsége. Mindenki azt remélte, hogy ennek hatására hamarosan befejeződhet a fejlesztés, de nagyot kellett csalódniuk. Broussard fejében még mindig nem állt össze a kész játék. Miután a Gathering of Developers egyik társalapítója meghalt, és pénzügyi nehézségeik léptek fel, a kiadás jogai ismét új kiadóhoz, a Take-Two Interactive-hoz kerültek. A 2001-es változat forráskódja 2022-ben kiszivárgott az internetre és elérhetővé vált bárki számára.
A játékot még 2003-ban is csak egy 18 fős csapat fejlesztette, amely a 90-es években elfogadható volt, de a 2000-es években már jóval nagyobb létszámmal dolgoztak a fejlesztőcsapatok. Mivel pénzügyileg sem függtek a kiadótól, hiszen önállóan finanszírozták az egészet, így nem kellett sietniük. Az ekkori tervek szerint 2004 végére fejeződött volna be a fejlesztés. Ezt, és a 2005-ös E3-prezentációt is elbukták azonban, miután a Half-Life 2-ben látott fizikai modellt is le akarták másolni. Ekkoriban komolyan felmerült, hogy a fejlesztést átadják a Digital Extremes nevű fejlesztőcsapatnak, mert látszott, hogy ennyi emberrel és ilyen munkamódszerek mellett sose lesz kész, de belső ellenállás miatt a terv megbukott.
2006-ban aztán Broussard állítása szerint a játék nagyjából készen volt, már csak egységes koncepcióba kellett volna foglalni az egészet. Pár demópálya ki is került a netre. A Take-Two egyre türelmetlenebbé kezdett válni, így először tárgyalások után rögzítették, hogy nagyobb részesedést kapnak a játék után, majd 500 ezer dollárt ajánlottak fel a fejlesztőknek, ha befejezik a programot 2006. december 31-ig. A határidőt nem sikerült tartani, ráadásul a fejlesztők közül is többen otthagyták a céget, mert évek óta mással sem foglalkoztak, és kezdtek belefáradni az eredménytelenségbe. Ekkor a legoptimistább jelzések szerint is még kb. 2 év kellett volna a befejezéshez. 2007-ben pár új kép került ki a netre, melyek a grafikus motorral lettek renderelve, amellett felvettek jó pár új munkatársat. December 19-én egy új videó került nyilvánosságra, mely a játékot mutatta működés közben, majd 2008-ban kiszivárgott egy újabb videó, mely a grafikus motor egy régebbi változatával mutatta működés közben a programot.
Csakhogy ekkorra elfogyott a pénz. Miután már több mint 20 millió dollárt költöttek rá a saját vagyonukból a fejlesztők, a Take-Two-tól kértek kölcsön. 6 millió dollárt kértek, de a kiadó csak 2,5 milliót adott, azzal, hogy újabb 2,5 milliót kapnak, ha majd kész lesz a játék. Broussard ezt elfogadhatatlannak tartotta, és 2009. május 6-án felfüggesztette a fejlesztést.
A fejlesztőket szélnek eresztették, noha egy kisebb csapat megmaradt. Őket a kiadó Take-Two Interactive beperelte, mert határidőre nem készült el a program, és rengeteg pénzt emésztett fel a projekt. Állításuk szerint 2000-ben 14 millió dollárt fizettek az Infogrames-nek, hogy hozzájuk kerüljenek a játék jogai, amit a 3D Realms állítása szerint sosem kaptak meg, hiszen az a kiadók között maradt. Következésképpen a játék jogai őket illetik. Ekkor már az is újra felmerült, hogy egy külsős csapattal fejezik be a fejlesztést. Ezzel egy időben adtak fel végleg egy másik játéktervvel, a "Duke Begins" ötletével. A per 2010-ben közös megegyezéssel zárult. Ekkorra a Take-Two leányvállalata, a 2K Games kapta meg a kiadási jogokat. Az eredeti fejlesztők Typtech Games néven egy 9 fős csapatba álltak össze, és a Gearbox Software-rel közös irodába költözve folytatták a fejlesztést, gyakran még otthon is. Randy Pitchford, a Gearbox vezetője, aki maga is dolgozott annak idején a Duke Nukem 3D egyik kiegészítőjén, és igen rövid ideig a Forever-ön is, latba vetette minden befolyását, hogy elkészüljön a program. Szerzett egy nagyobb tőkeinjekciót, és csapata segítségével beszállt a fejlesztésbe. 2010-ben a játékot élesben is ki lehetett próbálni a Penny Arcade Expo-n, miután a Gearbox megvette a játék összes jogát.
2011-ben aztán a játék kiadásra kész állapotba került. Ugyan volt még egy apró csúszás, de 2011 júniusában végre aranylemezre kerülhetett a program. Elhúzódó, közel 15 éve tartó fejlesztése a leghosszabb volt a PC-játékok történetében, hozzá hasonlóan hosszú, közel 10 évig a Prey készült, melyet szintén a 3D Realms fejlesztett.

## Marketing
Azoknak, akik megvásárolták a Borderlands című játékot, nyitva állt a lehetőség, hogy egy kód megadásával regisztráljanak a Duke's First Access Club-ba. A belépés után letölthetővé vált a játék demója, háttérképek, koncepciórajzok, szkeccsek, podcastek, képernyőképek, és a főcímdal.
Egy limitált gyűjtői kiadás, a "Balls of Steel Edition" is megjelent. Ehhez ajándékba járt egy 15 centis Duke-mellszobor, egy 100 oldalas könyv a fejlesztésről, képeslapok, matricák, egy képregény, franciakártya, dobókocka, zsetonok, és papírrepülők. Ausztráliában és Új-Zélandon ez kiegészült egy pakli játékkártyával és rágógumival. Xbox 360 és PlayStation 3 alá speciális témák is megjelentek.
A játék promotálására a 2K Games elindította a Boob Tube weboldalt, kiadott egy Duke Nudem című Flash-játékot, mobilra pedig a Duke Nukem Forever Soundboard-ot, a legnagyobb beszólásokkal.

## Fordítás
Ez a szócikk részben vagy egészben  a   Duke Nukem Forever című angol Wikipédia-szócikk ezen változatának fordításán alapul.  Az eredeti cikk szerkesztőit annak laptörténete sorolja fel. Ez a jelzés csupán a megfogalmazás eredetét és a szerzői jogokat jelzi, nem szolgál a cikkben szereplő információk forrásmegjelöléseként.